# Askat Šacharov
Askat Šacharov (kazašsky Асқат Шахаров) nebo (anglicky Askhat Shakharov), (* 3. října 1978 v Akbulaku, Sovětský svaz) je bývalý kazašský zápasník – sambista, judista.

## Sportovní kariéra
Vrcholově se bojovým sportům věnoval na univerzitě v Oralu, kde v roce 2002 promoval. Od roku 1999 byl členem kazašské judistické seniorské reprezentace. V roce 2000 si zajistil kvalifikaci na olympijské hry v Sydney. V prvním kole nečekaně vyřadil jednoho z favoritů Rusa Vitalije Makarova, ale v kole druhém byl vyřazen a skončil bez umístění. Téhož roku na podzim získal svůj první titul mistra světa v sambu. Oba sporty kombinoval do roku 2008, kdy ukončil sportovní kariéru.

### Vítězství ve SP
- 2001 – 1x světový pohár (Moskva)

## Výsledky v judu
| Turnaj            | 2000       | 2001       | 2002       | 2003       |
| Turnaj            | 22         | 23         | 24         | 25         |
| Turnaj            | lehká váha | lehká váha | lehká váha | lehká váha |
| ----------------- | ---------- | ---------- | ---------- | ---------- |
| Olympijské hry    | úč.        |            |            |            |
| Mistrovství světa |            | 3.         |            | úč..       |
| Asijské hry       |            |            | 7.         |            |
| Mistrovství Asie  | 2.         | —          |            | 5.         |